# Ryō Iida
Ryō Iida (japanisch 飯田 涼 Iida Ryō; * 5. November 1993 in Ayase) ist ein japanischer Fußballspieler.

## Karriere
Iida erlernte das Fußballspielen in der Schulmannschaft der Seiritsu Gakuen High School. Seinen ersten Vertrag unterschrieb er 2012 bei Fagiano Okayama. Der Verein spielte in der zweithöchsten Liga des Landes, der J2 League. 2015 wechselte er zum Drittligisten SC Sagamihara. Für den Verein absolvierte er 52 Ligaspiele. 2018 wechselte er zu FC Tiamo Hirakata. Im August 2018 wechselte er zu Shinagawa CC Yokohama.